# Brenda Churín
Brenda Ailén Churín (La Plata, 17 de febrero de 2000) es una jugadora de voleibol de playa argentina.

## Carrera
A principios de su carrera, Churín compitió junto a Delfina Villar en los Juegos Olímpicos de la Juventud de Buenos Aires 2018. Tras debutar perdiendo ante Suiza, derrotó a Australia, antes de perder contra Estados Unidos. La dupla terminó eliminada en octavos de final tras caer ante España.
En 2019 comenzó a formar equipo con María Virginia Zonta, y juntas se consagraron campeonas del Circuito Argentino de Beach Volley ese año en Cerrito. Luego clasificaron para los Juegos Suramericanos de Playa de 2019 en Rosario, donde finalmente quedaron en cuarto lugar, perdiendo el bronce ante el equipo de Colombia.
En 2021, además de continuar su equipo con Zonta, hizo equipo con Cecilia Peralta, con quien ganó el Circuito Nacional de ese año en Rosario tras derrotar a Ana Gallay y Fernanda Pereyra. Churín y Peralta ganaron la Continental Cup en Asunción derrotando al equipo local de Paraguay para clasificar a los Juegos Olímpicos de Tokio 2020
A mediados de 2023, Churín armó dupla con Ana Gallay, y juntas ganaron el bronce en el Circuito Sudamericano de ese año en Lima tras derrotar a Giuliana Poletti y Laura Ovelar de Paraguay, y poco después ganaron el Sudamericano de Beach Voley de ese año en Cayena. En 2024, la dupla terminó en cuarta posición en el Circuito Sudamericano de ese año en Uberlândia.